# Летний лагерь (фильм)
«Летний лагерь» (фр. Nos jours heureux) — французская комедия о взаимоотношениях детей и воспитателей в летнем лагере.

## Сюжет
25-летний Винсент получает назначение начальником лагеря «Наши счастливые дни», расположенного на юго-западе Франции. В помощь ему подбирается команда воспитателей, достаточно далёких от педагогической деятельности, ведущие себя запанибрата с воспитанниками, курящими с ними под лестницей… От того процесс управления оравой детей становится достаточно сложным. Но совместная жизнь в лагере притирает и детей и воспитателей. Между многими из них возникают тёплые, дружеские чувства. Между некоторыми — первая любовь. И не только любовь. Финальное расставание стало тяжёлым для каждого проведшего три недели в летнем лагере.

## В ролях
| Актёр         | Роль    |
| ------------- | ------- |
| Жан-Поль Рув  | Винсент |
| Марилу Бери   | Надин   |
| Омар Си       | Жозеф   |
| Ланник Гаутри | Даниэль |
| Джулия Форнье | Лиза    |